# Parafia Katedralna św. Stanisława i św. Wacława w Świdnicy
Parafia Katedralna św. Stanisława i św. Wacława w Świdnicy – parafia rzymskokatolicka znajduje się w dekanacie świdnickim wschodnim w diecezji świdnickiej. Była erygowana w XIII wieku. Jej proboszczem jest ks. kan. dr Marcin Gęsikowski.

## Katedra
Od 24 lutego 2004 roku po utworzeniu diecezji świdnickiej, parafia stała się katedralną, a kościół katedrą. 

## Poczet proboszczów
1. ks. Stanisław Marchewka 1946–1951[1]
2. ks. Józef Kubica 1951–1952[1]
3. ks. Stefan Helowicz 1952–1954[1]
4. Czesław Jankowski 1954–1955[a]
5. ks. Dionizy Baran 1957–1983[1]
6. ks. Ludwik Sosnowski 1983–1995[1]
7. ks. Jan Bagiński 1995–2012[1]
8. ks. Piotr Śliwka 2012–2023[1]
9. ks. Marcin Gęsikowski od 2023[2][3]